# Соуза, Алберто Луис де
Алберто Луис де Соуза (порт.-браз. Alberto Luis de Souza; род. 27 апреля 1975) — бразильский футболист, выступавший на позиции нападающего.

## Биография
Начал профессиональную карьеру в 1995 году в клубе «Итуано». Затем выступал в различных командах бразильского и мексиканского футбола. Кроме того, в 2003—2004 годах защищал цвета московского «Динамо», а в 2005 году находился в составе «Ростова».
В 2008 году вернулся в Бразилию, где выступал за четыре команды. В мае 2010 года подал иск против клуба «Гремио Катандувенсе» из-за невыплаты зарплаты. Вскоре объявил о завершении профессиональной карьеры футболиста.

## Ссылка
- Профиль игрока на сайте touchline.onthespot.co.uk (недоступная ссылка)  (англ.)